# Геохімія
Геохі́мія — розділ наук про Землю, інтегрована галузь хімії та геології, яка вивчає процеси формування хімічного складу земної кори та планети в цілому. Вона використовує інструменти та принципи хімії, ґрунтуючись на законах сучасної атомістики, хімічної кінетики та термодинаміки для пояснення механізмів основних геологічних систем, таких як земна кора та її океани. Сучасна  сфера геохімії охоплює планету в цілому та простягається за її межі на всю Сонячну систему. Досягнення геохімії являють вагомий внесок у розуміння низки процесів, включаючи мантійну конвекцію, формування хімічного складу планет і походження граніту та базальту.

### Історія
Геохімія, як наука про розподіл хімічних елементів у земній корі, особливо інтенсивно розвивалася з середини ХІХ століття. Термін «геохімія» запропоновано швейцарським хіміком К. Ф. Шенбейном  у 1838 р.          
Проте на початку ХХ ст. геохімія ще не мала єдиної концепції. Її становлення  відбувалося більш-менш незалежно у різних країнах. До 1908 р. американський учений Ф. Кларк узагальнив величезний матеріал щодо числових величин вмісту хімічних елементів у земній корі та гідросфері й звів його в книзі «Date of geochemistry», яка витримала п'ять прижиттєвих видань. Книга Кларка стала основою для подальших узагальнень в геохімії, розраховані ним величини постійно уточнюються та доповнюються.     
Розвиток геохімії пов'язано з іменем проф. В. М. Гольдшмідта, котрий у 1930 р. створив найбільш потужний на той час центр геохімічних досліджень в університеті Геттингена в Німеччині. Саме він увів до геохімії поняття щодо поведінки хімічних елементів, зумовленої їхньою будовою, та закономірностей їхнього розподілу в земній корі.
На рубежі ХІХ-ХХ ст. було зроблено низку великих відкриттів у природничих науках. Уявлення про геохімію як науку про історію земних атомів — процеси формування хімічного складу земної кори –  виникло у В. І. Вернадського на фоні новітньої атомістики, хімії і фізики у тісному зв'язку з генетичною мінералогією. «Геохімія науково вивчає хімічні елементи, тобто атоми земної кори та наскільки можливо — всієї планети. Вона вивчає їхню історію, їхній розподіл і рух у просторі–часі, їхні генетичні на нашій планеті співвідношення». В. І. Вернадський не лише виявив закономірності концентрування та розсіювання хімічних елементів при формуванні Землі та її оболонок (створив концепцію геохімії), але й наповнив окремі розділи цієї науки конкретним науковим змістом, та дуже багато зробив для розвитку прикладних напрямів геохімії.
Геохімія В. І. Вернадського істотно відрізнялася від уявлень Ф. У. Кларка і В. М. Гольдшмідта. Тому перша публікація (французькою мовою в Парижі) не викликала резонансу в Європі, а окремі відгуки на неї були швидше негативними, ілюструючи нерозуміння вперше викладеного комплексного підходу до опису природних явищ.
Спираючись на природознавчі роботи Ф. Енгельса щодо форм руху матерії, В. І. Вернадський уявляє міграцію атомів хімічних елементів, як одну з цих форм, заклавши нову методологію геохімії — вивчення геологічних процесів на атомарному рівні. Вчений визначає одну з центральних проблем геохімії — характер та особливості хімічних реакцій в біосфері, її хімічну рівновагу. До головних засад геохімії, розроблених В. І. Вернадським, відносяться:
-  теоретичне обґрунтування геохімічної класифікації хімічних елементів;
-  вчення про форми знаходження хімічних елементів у земній корі та «наскільки це можливо» планеті в цілому;
-  поняття геохімічного циклу;
-  термодинамічний підхід до вивчення історії хімічних елементів земної кори — часових закономірностей зміни форм їх знаходження;
-  виділення у земній корі термодинамічних областей, що характеризуються певними парагенезисами хімічних елементів.

### Структура геохімії
Складається з регіональної геохімії, геохімії елементів і процесів, геохімії ізотопів, гідрогеохімії, біогеохімії, радіогеохімії та ін. Методологія геохімії: метод глобальних і локальних геохімічних констант — кларків елементів; геохімічний цикл; геохімічного картування і районування, датування — абсолютна геохронологія; методи фізико-хімічного аналізу парагенезисів мінералів.
Геохімічні дослідження в Україні проводить Інститут геохімії, мінералогії та рудоутворення імені М. П. Семененка НАН України, Інститут геології і геохімії горючих копалин НАН України та відповідні кафедри вузів.